# Ngoura
Ngoura es una comuna camerunesa perteneciente al departamento de Lom-et-Djérem de la región del Este.
En 2005 tiene 34 489 habitantes, de los que 2633 viven en la capital comunal homónima.
Se ubica unos 80 km al noreste de la capital regional Bertoua.

## Localidades
Comprende, además de Ngoura, las siguientes localidades:
- Bambouti
- Bangue
- Bohanto
- Bongone
- Camp Sodepa
- Colomine
- Deoulé
- Doumba Bello
- Gabon
- Garga Sarali
- Garoua Yaka
- Gbakombo
- Gounté Bewina
- Guiwa Yangamo
- Guiyo Omté
- Kadey
- Kambo
- Mbele Mbeke
- Mbomba
- Mbordaï
- Ngambadi
- Nganganga
- Ouanden
- Oudou
- Petit Bello
- Petit Ngaoundéré
- Samba
- Singa Carrefour
- Tibala
- Tikondi
- Tongo Gandima
- Woumbou
- Yadoué